# Mizo (Sprache)
Mizo (auch Lushai) ist eine tibetobirmanische Sprache, die von den Mizo im indischen Bundesstaat Mizoram und in den angrenzenden Regionen gesprochen wird. Es ist eine Tonsprache und in mehrere Dialekte eingeteilt. Geschrieben wird es mit dem lateinischen Alphabet, das von christlichen Missionaren eingeführt wurde.